# Erald Dervishi
Erald Dervishi est un joueur d'échecs albanais né le 10 novembre 1979 à Durrës.
Au 1er février 2018, il est le numéro un albanais avec un classement Elo de 2 559 points.

## Biographie et carrière
Grand maître international depuis 1998, il a remporté le championnat d'Europe des moins de 14 ans en 1993 et le championnat d'Albanie en 1996 et 1997.
Dervishi a représenté l'Albanie lors de neuf olympiades depuis 1994, remportant une médaille de bronze individuelle au deuxième échiquier en 1998,.